# لويس فان جاسترين
لويس فان جاسترين (بالهولندية: Louis van Gasteren)‏ (و. 1922 – 2016 م) هو منتج أفلام، ومصور، ومخرج سينمائي، ونَحّات من هولندا . ولد في أمستردام .

## جوائز
حصل على جوائز منها:
- Golden Calf for Best Feature Film (1983).

## روابط خارجية
- لويس فان جاسترين على موقع IMDb (الإنجليزية)
- لويس فان جاسترين على موقع أول موفي (الإنجليزية)
- لويس فان جاسترين على موقع قاعدة بيانات الأفلام السويدية (السويدية)
- لويس فان جاسترين على موقع قاعدة بيانات الفيلم (الإنجليزية)
- لويس فان جاسترين على موقع كينوبويسك (الروسية)